# Hans Gamper
Hans-Max Gamper Haessig (Winterthur, 22 de novembro de 1877 - Barcelona, 30 de julho de 1930), conhecido na Catalunha como Joan Gamper, nasceu na cidade suíça de Winterthur. Ao longo de sua vida se dedicou ao esporte com a prática de diversas disciplinas, sobretudo o futebol. Em Zurique e na França foi considerado um atleta excepcional por sua classe e vitalidade.

## Biografia
Apesar de haver nascido em Winterthur, desde pequeno se estabeleceu na cidade de Zurique, onde aos doze anos já se destacava como ciclista. Por motivos de trabalho teve que abandonar o ciclismo e foi então que decidiu se dedicar ao futebol. Considerado um dos melhores jogadores suíços, foi capitão do F.C. Basileia, antes de ser considerado o melhor atacante do F.C. Excelsior. Diferenças com este último o obrigaram a abandoná-lo. Foi então que Gamper decidiu fundar o F.C. Zurich, que logo se destacaria como uma das melhores equipes da Suíça.
Posteriormente, no ano de 1897, Gamper se muda para Lyon e ali ingressa na Union Athletique, onde praticaria o rugby. Finalmente, no ano de 1899, chega a Barcelona onde logo faz amizade com a colônia estrangeira que havia na cidade.Homem entusiasta e muito ativo, decide contribuir em difundir o futebol e começa a praticá-lo no bairro de Sant Gervasi de Cassoles, onde reside. Pouco a pouco vai amadurecendo o projeto de fundar um clube de futebol na cidade. No dia 22 de outubro de 1899, aparece na revista "Los Deportes" um anúncio convidando todos os aficionados a prática do futebol para reunir-se. Só um mês e uma semana mais tarde, em 29 de novembro de 1899, no Ginásio Solé, da rua Montjuic del Carme número 5, é o cenário da fundação do Futbol Club Barcelona. As cores escolhidas para a camiseta são as do FC Basiléia, o azul e o vermelho(grená).
Hans Gamper jogou na primeira equipe do Barcelona de 1899 até 1903. Posteriormente assumiria em várias ocasiões a presidência do clube:
- 2 de dezembro de 1908 a 14 de outubro de 1909
- 17 de setembro de 1910 a 30 de junho de 1913
- 17 de junho de 1917 a 19 de junho de 1919
- 19 de julho de 1921 a 29 de junho de 1923
- 1 de junho de 1924 a 17 de dezembro de 1925

No dia 30 de julho de 1930, chocado pelos problemas econômicos e pessoais e vítima de uma grande depressão, Gamper decidiu suicidar-se. A notícia cai como uma bomba inesperada na sociedade barcelonesa e se decide ocultar as causas da morte.A cidade pôs seu nome em uma rua do bairro de Les Corts e o clube lhe reservou o número 1 de sócio. No ano de 1966, o então presidente Enric Llaudet institui o Troféu Joan Gamper, que com os anos conseguiu relevante prestígio internacional e com o qual se inicia tradicionalmente a temporada no Camp Nou antes do começo da Liga espanhola de futebol.